# Wzory kultury
Wzory kultury (tytuł oryginału: Patterns of Culture) – wydana w 1934 roku książka amerykańskiej antropolożki Ruth Benedict. Wstęp napisał Franz Boas, w kolejnych wydaniach przedmowę dodała Margaret Mead. Praca została przetłumaczona na 14 języków i była wielokrotnie publikowana. Od lat stanowi element kanonu lektur dla przyszłych antropologów na amerykańskich uczelniach.
W Polsce wydało ją w 1966 roku Państwowe Wydawnictwo Naukowe w przekładzie Jerzego Prokopiuka, teksty poetyckie przetłumaczyła Zofia Kierszys, wstęp napisała Antonina Kłoskowska.

## Opis książki
Podstawową ideą Wzorów kultury, według przedmowy Margaret Mead, jest „jej wizja kultury jako rozszerzenia osobowości”. Jak napisała sama Benedict: „Kultura, jak jednostka, jest mniej lub bardziej spójnym wzorem myśli i działań”. Każda kultura, mówi Benedict, wybiera z wachlarza ludzkiego potencjału tylko kilka cech charakterystycznych, które stają się wiodącymi cechami osobowości ludzi żyjących w danej kulturze. Opisuje na przykład nacisk na umiar w kulturach Pueblo w południowo-zachodniej Ameryce, przeciwstawiając je żywiołowym kulturom Wielkich Równin. Używa nietzscheańskiej opozycji apollińskie/dionizyjskie jako inspiracji dla swoich opisów kultur. Opisuje, jak w starożytnej Grecji kult Apolla charakteryzował się umiarem i porządkiem, podczas gdy kult Dionizosa, boga wina, cechowała dzikość, żywiołowość. Podobnie Benedict widzi różnorodność kultur amerykańskich. Szczegółowo opisuje kontrastujące ze sobą rytuały, wierzenia, osobiste preferencje przedstawicieli różnych kultur, aby pokazać, jak każda z nich ma swoją „osobowość”, która jest narzucana jednostkom.
W opisie Kwakiutlów (na podstawie badań Franza Boasa), Pueblo z Nowego Meksyku, grup z Wielkich Równin, kultury Dobu z Nowej Gwinei (w tej kwestii polegała na badaniach Mead i Reo Fortune’a) Benedict wyraża swój pogląd, że wartości, jakkolwiek dziwne by się nie wydawały, są czytelne, gdy rozpatrywać je w ramach danego systemu kulturowego, powinny więc być szanowane.
Inni antropolodzy Szkoły Kultury i Osobowości również rozwijali te wątki, szczególnie Margaret Mead w książkach: Dojrzewanie na Samoa (opublikowanej przed Wzorami kultury) oraz Płeć i charakter w trzech społecznościach pierwotnych (opublikowanej zaraz po wydaniu książki Benedict). Mead i Benedict charakteryzują się silnym wzajemnym wpływem. Również Abram Kardiner był pod wpływem myśli Benedict – stąd jego koncepcja osobowości modalnej – grupy cech, które najczęściej mogą być zaobserwowane u przedstawicieli danej kultury.
Benedict we Wzorach kultury wyraża swoją wiarę w relatywizm kulturowy. Chce pokazać, że każda kultura ma swoje własne zasady i nakazy moralne i można ją zrozumieć tylko jeśli bada się kulturę jako całość. Nie można więc umniejszać zwyczajów czy wartości kultur innych niż własna. Zwyczaje te mają znaczenie dla ludzi, którzy żyją w tej kulturze i nie można go trywializować. Nie można oceniać ludzi tylko według naszych standardów. Moralność w myśli Benedict jest relatywna, zależna od wartości wyznawanych w danej kulturze.

## Odbiór
Książka pozostaje do dziś popularnym wprowadzeniem do antropologii jako połączenia nauk humanistycznych i społecznych. Można spotkać się także ze stwierdzeniami, że pozostaje jedną z najbardziej poczytnych książek w naukach społecznych, jakie kiedykolwiek napisano. Praca miała duży wpływ na pokolenia antropologów, w tym na byłą studentkę i przyjaciółkę Ruth Benedict – Margaret Mead, którą poznała w Barnard College.